# 大阪府立緑風冠高等学校
大阪府立緑風冠高等学校（おおさかふりつ りょくふうかん こうとうがっこう 英: Ryokufukan High School）は、大阪府大東市にある公立の高等学校。

## 概要
大阪府教育委員会の府立高等学校特色づくり・再編整備計画に基づき、大阪府立南寝屋川高等学校（寝屋川市河北西町22-1）と大阪府立大東高等学校の全日制課程普通科2校を統廃合し、2006年に設置された。敷地、校舎はかつての大東高等学校のものを使用している。
校名は、「『緑』豊かな自然環境」で「青葉ごしにさわやかに吹く『風』が地域に希望」をもたらし、「青葉・若葉に象徴される未来ある高校生が育っていく」願いを込めたとしている。
教育課程は全日制課程で、開校時から普通科総合選択制だったが、 2018年に普通科専門コース設置校に改編された（普通科総合選択制を廃止）。2年生から選択できる「人文・英語発展」「理数・看護発展」の学科内専門コースがある。

## 沿革
前身の大東高校と南寝屋川高校は、それぞれ高校生の急増期に対応する新設高等学校として、1970年代に相次いで設置された。2000年代になると少子化に伴う府立高等学校特色づくり・再編整備計画で対象校となり統廃合された。
南寝屋川高等学校跡地は民間に売却され、分譲住宅地になった。

### 年表
- 1972年4月1日 - 前身校の大阪府立大東高等学校が開校。
- 1973年4月1日 - 前身校の大阪府立南寝屋川高等学校が開校。
- 2006年1月1日 - 大阪府条例に基づき、大阪府立緑風冠高等学校を設置。
- 2006年4月1日 - 普通科総合選択制の大阪府立緑風冠高等学校開校。
- 2008年3月31日 - 前身校の大東・南寝屋川の両校が閉校。
- 2018年 - 普通科総合選択制を廃止し普通科専門コース設置校に改編。

## 出身者
（南寝屋川高校）
- 荒木一成 - 恐竜造形家
- 植田龍仁朗 - 元サッカー選手
- 高橋幸慈 - 漫画家
- 中野由紀 - 元バレーボール選手

（大東高校）
- 井上正幸 - ラグビー指導者
- 桂出丸 - 落語家
- 木本武宏 - お笑いタレント「TKO」
- 玉川美沙 - ラジオパーソナリティ
- 吉野恵悟 - プロレスのレフェリー（大阪プロレス）